# WTA Tour 2020
El WTA Tour 2020 és el circuit de tennis professional femení de l'any 2020 organitzat per la WTA. La temporada va incloure un total de 60 torneigs dividits en Grand Slams (organitzats per la ITF), torneigs WTA Premier (Premier Mandatory, Premier 5 i Premier), torneigs WTA International, el WTA Elite Trophy i el WTA Finals.
També s'inclou la disputa de la Copa Federació i els Jocs Olímpics. Els torneigs es van disputar entre el 30 de desembre de 2018 i el 8 de novembre de 2020.
El circuit va veure greument afectat per la pandèmia per coronavirus de manera que es van cancel·lar molts torneigs i d'altres es van ajornar per celebrar-se més tard. L'organització va decidir congelar el rànquing durant diversos mesos i finalment va decidir reformular el càlcul provisionalment per barrejar els punts de les temporades 2019 i 2020.

## Calendari
Taula amb el calendari complet dels torneigs que pertanyen a la temporada 2020 de la WTA Tour. També s'inclouen les vencedores i les finalistes dels quadres individuals i dobles de cada torneig.
| Llegenda                 |
| ------------------------ |
| Grand Slam               |
| Jocs Olímpics            |
| Year-end championships   |
| WTA Premier Mandatory    |
| WTA Premier 5            |
| WTA Premier              |
| WTA International        |
| Esdeveniments per equips |

| Data d'inici   | Torneig                        | Superfície       | Guanyadora/es                                                                        | Finalista/es                                                                         |
| -------------- | ------------------------------ | ---------------- | ------------------------------------------------------------------------------------ | ------------------------------------------------------------------------------------ |
| 6 de gener     | Brisbane                       | Dura             | Karolína Plísková                                                                    | Madison Keys                                                                         |
| 6 de gener     | Brisbane                       | Dura             | Hsieh Su-wei / Barbora Strýcová                                                      | Ashleigh Barty / Kiki Bertens                                                        |
| 6 de gener     | Shenzhen                       | Dura             | Ekaterina Alexandrova                                                                | Ielena Ribàkina                                                                      |
| 6 de gener     | Shenzhen                       | Dura             | Barbora Krejčíková / Kateřina Siniaková                                              | Duan Yingying / Zheng Saisai                                                         |
| 6 de gener     | Auckland                       | Dura             | Serena Williams                                                                      | Jessica Pegula                                                                       |
| 6 de gener     | Auckland                       | Dura             | Asia Muhammad / Taylor Townsend                                                      | Serena Williams / Caroline Wozniacki                                                 |
| 13 de gener    | Adelaida                       | Dura             | Ashleigh Barty                                                                       | Dayana Yastremska                                                                    |
| 13 de gener    | Adelaida                       | Dura             | Nicole Melichar / Xu Yifan                                                           | Gabriela Dabrowski / Darija Jurak                                                    |
| 13 de gener    | Hobart                         | Dura             | Ielena Ribàkina                                                                      | Zhang Shuai                                                                          |
| 13 de gener    | Hobart                         | Dura             | Nadia Kitxenok / Sania Mirza                                                         | Peng Shuai / Zhang Shuai                                                             |
| 20 de gener    | Open d'Austràlia               | Dura             | Sofia Kenin                                                                          | Garbiñe Muguruza                                                                     |
| 20 de gener    | Open d'Austràlia               | Dura             | Tímea Babos / Kristina Mladenovic                                                    | Hsieh Su-wei / Barbora Strýcová                                                      |
| 20 de gener    | Open d'Austràlia               | Dura             | Barbora Krejčíková / Nikola Mektić                                                   | Bethanie Mattek-Sands / Jamie Murray                                                 |
| 3 de febrer    | Copa Federació (classificació) |                  | Estats Units · Belarús · Rússia · Alemanya · Espanya · Suïssa · Bèlgica · Eslovàquia | Letònia · Països Baixos · Romania · Brasil · Japó · Canadà · Kazakhstan · Regne Unit |
| 10 de febrer   | Sant Petersburg                | Dura (i)         | Kiki Bertens                                                                         | Ielena Ribàkina                                                                      |
| 10 de febrer   | Sant Petersburg                | Dura (i)         | Shuko Aoyama / Ena Shibahara                                                         | Kaitlyn Christian / Alexa Guarachi                                                   |
| 10 de febrer   | Hua Hin                        | Dura             | Magda Linette                                                                        | Leonie Küng                                                                          |
| 10 de febrer   | Hua Hin                        | Dura             | Arina Rodionova / Storm Sanders                                                      | Barbara Haas / Ellen Perez                                                           |
| 17 de febrer   | Dubai                          | Dura             | Simona Halep                                                                         | Ielena Ribàkina                                                                      |
| 17 de febrer   | Dubai                          | Dura             | Hsieh Su-wei / Barbora Strýcová                                                      | Barbora Krejčiková / Zheng Saisai                                                    |
| 17 de febrer   | Budapest                       | Dura (i)         | Cancel·lat per part de l'organització                                                | Cancel·lat per part de l'organització                                                |
| 24 de febrer   | Doha                           | Dura             | Arina Sabalenka                                                                      | Petra Kvitová                                                                        |
| 24 de febrer   | Doha                           | Dura             | Hsieh Su-wei / Barbora Strýcová                                                      | Gabriela Dabrowski / Jeļena Ostapenko                                                |
| 24 de febrer   | Acapulco                       | Dura             | Heather Watson                                                                       | Leylah Annie Fernandez                                                               |
| 24 de febrer   | Acapulco                       | Dura             | Desirae Krawczyk / Giuliana Olmos                                                    | Katerina Bondarenko / Sharon Fichman                                                 |
| 2 de març      | Lió                            | Dura (i)         | Sofia Kenin                                                                          | Anna-Lena Friedsam                                                                   |
| 2 de març      | Lió                            | Dura (i)         | Laura Ioana Paar / Julia Wachaczyk                                                   | Lesley Pattinama Kerkhove / Bibiane Schoofs                                          |
| 2 de març      | Monterrey                      | Dura             | Elina Svitòlina                                                                      | Marie Bouzková                                                                       |
| 2 de març      | Monterrey                      | Dura             | Katerina Bondarenko / Sharon Fichman                                                 | Miyu Kato / Wang Yafan                                                               |
| 9 de març      | Indian Wells                   | Dura             | Torneigs suspesos a causa de la pandèmia per coronavirus                             | Torneigs suspesos a causa de la pandèmia per coronavirus                             |
| 23 de març     | Miami                          | Dura             | Torneigs suspesos a causa de la pandèmia per coronavirus                             | Torneigs suspesos a causa de la pandèmia per coronavirus                             |
| 6 d'abril      | Charleston                     | Terra batuda     | Torneigs suspesos a causa de la pandèmia per coronavirus                             | Torneigs suspesos a causa de la pandèmia per coronavirus                             |
| 6 d'abril      | Bogotà                         | Terra batuda     | Torneigs suspesos a causa de la pandèmia per coronavirus                             | Torneigs suspesos a causa de la pandèmia per coronavirus                             |
| 13 d'abril     | Fed Cup Finals (Budapest)      | Terra batuda     | Torneigs suspesos a causa de la pandèmia per coronavirus                             | Torneigs suspesos a causa de la pandèmia per coronavirus                             |
| 20 d'abril     | Stuttgart                      | Terra batuda (i) | Torneigs suspesos a causa de la pandèmia per coronavirus                             | Torneigs suspesos a causa de la pandèmia per coronavirus                             |
| 20 d'abril     | Istanbul                       | Terra batuda     | Torneig ajornat al 7 de setembre a causa de la pandèmia per coronavirus              | Torneig ajornat al 7 de setembre a causa de la pandèmia per coronavirus              |
| 27 d'abril     | Praga                          | Terra batuda     | Torneig ajornat al 10 d'agost a causa de la pandèmia per coronavirus                 | Torneig ajornat al 10 d'agost a causa de la pandèmia per coronavirus                 |
| 4 de maig      | Madrid                         | Terra batuda     | Torneigs suspesos a causa de la pandèmia per coronavirus                             | Torneigs suspesos a causa de la pandèmia per coronavirus                             |
| 11 de maig     | Roma                           | Terra batuda     | Torneig ajornat al 14 de setembre a causa de la pandèmia per coronavirus             | Torneig ajornat al 14 de setembre a causa de la pandèmia per coronavirus             |
| 18 de maig     | Estrasburg                     | Terra batuda     | Torneig ajornat al 21 de setembre a causa de la pandèmia per coronavirus             | Torneig ajornat al 21 de setembre a causa de la pandèmia per coronavirus             |
| 18 de maig     | Rabat                          | Terra batuda     | Torneigs suspesos a causa de la pandèmia per coronavirus                             | Torneigs suspesos a causa de la pandèmia per coronavirus                             |
| 25 de maig     | Roland Garros                  | Terra batuda     | Torneig ajornat al 27 de setembre a causa de la pandèmia per coronavirus             | Torneig ajornat al 27 de setembre a causa de la pandèmia per coronavirus             |
| 8 de juny      | Nottingham                     | Gespa            | Torneigs suspesos a causa de la pandèmia per coronavirus                             | Torneigs suspesos a causa de la pandèmia per coronavirus                             |
| 8 de juny      | 's-Hertogenbosch               | Gespa            | Torneigs suspesos a causa de la pandèmia per coronavirus                             | Torneigs suspesos a causa de la pandèmia per coronavirus                             |
| 15 de juny     | Berlín                         | Gespa            | Torneigs suspesos a causa de la pandèmia per coronavirus                             | Torneigs suspesos a causa de la pandèmia per coronavirus                             |
| 15 de juny     | Birmingham                     | Gespa            | Torneigs suspesos a causa de la pandèmia per coronavirus                             | Torneigs suspesos a causa de la pandèmia per coronavirus                             |
| 22 de juny     | Eastbourne                     | Gespa            | Torneigs suspesos a causa de la pandèmia per coronavirus                             | Torneigs suspesos a causa de la pandèmia per coronavirus                             |
| 22 de juny     | Bad Homburg                    | Gespa            | Torneigs suspesos a causa de la pandèmia per coronavirus                             | Torneigs suspesos a causa de la pandèmia per coronavirus                             |
| 29 de juny     | Wimbledon                      | Gespa            | Torneigs suspesos a causa de la pandèmia per coronavirus                             | Torneigs suspesos a causa de la pandèmia per coronavirus                             |
| 13 de juliol   | Bucarest                       | Terra batuda     | Torneigs suspesos a causa de la pandèmia per coronavirus                             | Torneigs suspesos a causa de la pandèmia per coronavirus                             |
| 13 de juliol   | Lausana                        | Terra batuda     | Torneigs suspesos a causa de la pandèmia per coronavirus                             | Torneigs suspesos a causa de la pandèmia per coronavirus                             |
| 20 de juliol   | Jūrmala                        | Terra batuda     | Torneigs suspesos a causa de la pandèmia per coronavirus                             | Torneigs suspesos a causa de la pandèmia per coronavirus                             |
| 20 de juliol   | Palerm                         | Terra batuda     | Torneig ajornat al 3 d'agost a causa de la pandèmia per coronavirus                  | Torneig ajornat al 3 d'agost a causa de la pandèmia per coronavirus                  |
| 29 de juliol   | Jocs Olímpics (Tòquio)         | Dura             | Torneigs suspesos a causa de la pandèmia per coronavirus                             | Torneigs suspesos a causa de la pandèmia per coronavirus                             |
| 3 d'agost      | San José                       | Dura             | Torneigs suspesos a causa de la pandèmia per coronavirus                             | Torneigs suspesos a causa de la pandèmia per coronavirus                             |
| 3 d'agost      | Washington D.C.                | Dura             | Torneigs suspesos a causa de la pandèmia per coronavirus                             | Torneigs suspesos a causa de la pandèmia per coronavirus                             |
| 3 d'agost      | Palerm                         | Terra batuda     | Fiona Ferro                                                                          | Anett Kontaveit                                                                      |
| 3 d'agost      | Palerm                         | Terra batuda     | Arantxa Rus / Tamara Zidanšek                                                        | Elisabetta Cocciaretto / Martina Trevisan                                            |
| 10 d'agost     | Mont-real                      | Dura             | Torneigs suspesos a causa de la pandèmia per coronavirus                             | Torneigs suspesos a causa de la pandèmia per coronavirus                             |
| 10 d'agost     | Praga                          | Terra batuda     | Simona Halep                                                                         | Elise Mertens                                                                        |
| 10 d'agost     | Praga                          | Terra batuda     | Lucie Hradecká / Kristýna Plíšková                                                   | Monica Niculescu / Raluca Olaru                                                      |
| 10 d'agost     | Lexington                      | Dura             | Jennifer Brady                                                                       | Jil Teichmann                                                                        |
| 10 d'agost     | Lexington                      | Dura             | Hayley Carter / Luisa Stefani                                                        | Marie Bouzková / Jil Teichmann                                                       |
| 17 d'agost     | Cincinnati (Nova York)         | Dura             | Viktória Azàrenka                                                                    | Naomi Osaka                                                                          |
| 17 d'agost     | Cincinnati (Nova York)         | Dura             | Květa Peschke / Demi Schuurs                                                         | Nicole Melichar / Xu Yifan                                                           |
| 24 d'agost     | Albany                         | Dura             | Torneigs suspesos a causa de la pandèmia per coronavirus                             | Torneigs suspesos a causa de la pandèmia per coronavirus                             |
| 31 d'agost     | US Open                        | Dura             | Naomi Osaka                                                                          | Viktória Azàrenka                                                                    |
| 7 de setembre  | US Open                        | Dura             | Laura Siegemund / Vera Zvonariova                                                    | Nicole Melichar / Xu Yifan                                                           |
| 7 de setembre  | Istanbul                       | Terra batuda     | Patricia Maria Țig                                                                   | Eugenie Bouchard                                                                     |
| 7 de setembre  | Istanbul                       | Terra batuda     | Alexa Guarachi / Desirae Krawczyk                                                    | Ellen Perez / Storm Sanders                                                          |
| 14 de setembre | Zhengzhou                      | Dura             | Torneigs suspesos a causa de la pandèmia per coronavirus                             | Torneigs suspesos a causa de la pandèmia per coronavirus                             |
| 14 de setembre | Nanchang                       | Dura             | Torneigs suspesos a causa de la pandèmia per coronavirus                             | Torneigs suspesos a causa de la pandèmia per coronavirus                             |
| 14 de setembre | Hiroshima                      | Dura             | Torneigs suspesos a causa de la pandèmia per coronavirus                             | Torneigs suspesos a causa de la pandèmia per coronavirus                             |
| 14 de setembre | Roma                           | Terra batuda     | Simona Halep                                                                         | Karolína Plísková                                                                    |
| 14 de setembre | Roma                           | Terra batuda     | Hsieh Su-wei / Barbora Strýcová                                                      | Anna-Lena Friedsam / Raluca Olaru                                                    |
| 21 de setembre | Tòquio                         | Dura             | Torneigs suspesos a causa de la pandèmia per coronavirus                             | Torneigs suspesos a causa de la pandèmia per coronavirus                             |
| 21 de setembre | Canton                         | Dura             | Torneigs suspesos a causa de la pandèmia per coronavirus                             | Torneigs suspesos a causa de la pandèmia per coronavirus                             |
| 21 de setembre | Seül                           | Dura             | Torneigs suspesos a causa de la pandèmia per coronavirus                             | Torneigs suspesos a causa de la pandèmia per coronavirus                             |
| 21 de setembre | Estrasburg                     | Terra batuda     | Elina Svitòlina                                                                      | Ielena Ribàkina                                                                      |
| 21 de setembre | Estrasburg                     | Terra batuda     | Nicole Melichar / Demi Schuurs                                                       | Hayley Carter / Luisa Stefani                                                        |
| 28 de setembre | Wuhan                          | Dura             | Torneigs suspesos a causa de la pandèmia per coronavirus                             | Torneigs suspesos a causa de la pandèmia per coronavirus                             |
| 28 de setembre | Roland Garros                  | Terra batuda     | Iga Świątek                                                                          | Sofia Kenin                                                                          |
| 5 d'octubre    | Roland Garros                  | Terra batuda     | Tímea Babos / Kristina Mladenovic                                                    | Alexa Guarachi / Desirae Krawczyk                                                    |
| 5 d'octubre    | Pequín                         | Dura             | Torneigs suspesos a causa de la pandèmia per coronavirus                             | Torneigs suspesos a causa de la pandèmia per coronavirus                             |
| 12 d'octubre   | Hong Kong                      | Dura             | Torneigs suspesos a causa de la pandèmia per coronavirus                             | Torneigs suspesos a causa de la pandèmia per coronavirus                             |
| 12 d'octubre   | Linz                           | Dura (i)         | Torneig ajornat al 9 de novembre a causa de la pandèmia per coronavirus              | Torneig ajornat al 9 de novembre a causa de la pandèmia per coronavirus              |
| 12 d'octubre   | Tientsin                       | Dura             | Torneigs suspesos a causa de la pandèmia per coronavirus                             | Torneigs suspesos a causa de la pandèmia per coronavirus                             |
| 19 d'octubre   | Moscou                         | Dura (i)         | Torneigs suspesos a causa de la pandèmia per coronavirus                             | Torneigs suspesos a causa de la pandèmia per coronavirus                             |
| 19 d'octubre   | Luxemburg                      | Dura (i)         | Torneigs suspesos a causa de la pandèmia per coronavirus                             | Torneigs suspesos a causa de la pandèmia per coronavirus                             |
| 19 d'octubre   | Ostrava                        | Dura (i)         | Arina Sabalenka                                                                      | Viktória Azàrenka                                                                    |
| 19 d'octubre   | Ostrava                        | Dura (i)         | Elise Mertens / Arina Sabalenka                                                      | Gabriela Dabrowski / Luisa Stefani                                                   |
| 26 d'octubre   | WTA Elite Trophy (Zhuhai)      | Dura             | Torneigs suspesos a causa de la pandèmia per coronavirus                             | Torneigs suspesos a causa de la pandèmia per coronavirus                             |
| 2 de novembre  | WTA Finals (Shenzhen)          | Dura (i)         | Torneigs suspesos a causa de la pandèmia per coronavirus                             | Torneigs suspesos a causa de la pandèmia per coronavirus                             |
| 9 de novembre  | Linz                           | Dura (i)         | Arina Sabalenka                                                                      | Elise Mertens                                                                        |
| 9 de novembre  | Linz                           | Dura (i)         | Arantxa Rus / Tamara Zidanšek                                                        | Lucie Hradecká / Kateřina Siniaková                                                  |

## Estadístiques
La següent taula mostra el nombre de títols aconseguits de forma individual (I), dobles (D) i dobles mixtes (X) aconseguits per cada tennista i també per països durant la temporada 2020. Els torneigs estan ordenats segons la seva categoria dins el calendari WTA Tour 2020: Grand Slams, Year-end championships, WTA Premier Tournaments i WTA International Tournaments. L'ordre de les jugadores s'ha establert a partir del nombre total de títols i després segons la quantitat de títols de cada categoria de torneigs.

### Títols per tennista
| Total | Tennista              | Grand Slams | Grand Slams | Grand Slams | Year-end championships | Year-end championships | Premier Mandatory | Premier Mandatory | Premier 5 | Premier 5 | Premier | Premier | International | International | Resum | Resum | Resum |
| Total | Tennista              | I           | D           | X           | I                      | D                      | I                 | D                 | I         | D         | I       | D       | I             | D             | I     | D     | X     |
| ----- | --------------------- | ----------- | ----------- | ----------- | ---------------------- | ---------------------- | ----------------- | ----------------- | --------- | --------- | ------- | ------- | ------------- | ------------- | ----- | ----- | ----- |
| 4     | Hsieh Su-wei          |             |             |             |                        |                        |                   |                   |           | ●         |         | ●       |               |               | 0     | 4     | 0     |
| 4     | Barbora Strýcová      |             |             |             |                        |                        |                   |                   |           | ●         |         | ●       |               |               | 0     | 4     | 0     |
| 4     | Arina Sabalenka       |             |             |             |                        |                        |                   |                   | ●         |           | ●       | ●       | ●             |               | 3     | 1     | 0     |
| 3     | Simona Halep          |             |             |             |                        |                        |                   |                   | ●         |           | ●       |         | ●             |               | 3     | 0     | 0     |
| 2     | Tímea Babos           |             | ●           |             |                        |                        |                   |                   |           |           |         |         |               |               | 0     | 2     | 0     |
| 2     | Kristina Mladenovic   |             | ●           |             |                        |                        |                   |                   |           |           |         |         |               |               | 0     | 2     | 0     |
| 2     | Sofia Kenin           | ●           |             |             |                        |                        |                   |                   |           |           |         |         | ●             |               | 2     | 0     | 0     |
| 2     | Barbora Krejčíková    |             |             | ●           |                        |                        |                   |                   |           |           |         |         |               | ●             | 0     | 1     | 1     |
| 2     | Demi Schuurs          |             |             |             |                        |                        |                   |                   |           | ●         |         |         |               | ●             | 0     | 2     | 0     |
| 2     | Nicole Melichar       |             |             |             |                        |                        |                   |                   |           |           |         | ●       |               | ●             | 0     | 2     | 0     |
| 2     | Elina Svitòlina       |             |             |             |                        |                        |                   |                   |           |           |         |         | ●             |               | 2     | 0     | 0     |
| 2     | Desirae Krawczyk      |             |             |             |                        |                        |                   |                   |           |           |         |         |               | ●             | 0     | 2     | 0     |
| 2     | Arantxa Rus           |             |             |             |                        |                        |                   |                   |           |           |         |         |               | ●             | 0     | 2     | 0     |
| 2     | Tamara Zidanšek       |             |             |             |                        |                        |                   |                   |           |           |         |         |               | ●             | 0     | 2     | 0     |
| 1     | Naomi Osaka           | ●           |             |             |                        |                        |                   |                   |           |           |         |         |               |               | 1     | 0     | 0     |
| 1     | Iga Świątek           | ●           |             |             |                        |                        |                   |                   |           |           |         |         |               |               | 1     | 0     | 0     |
| 1     | Laura Siegemund       |             | ●           |             |                        |                        |                   |                   |           |           |         |         |               |               | 0     | 1     | 0     |
| 1     | Vera Zvonariova       |             | ●           |             |                        |                        |                   |                   |           |           |         |         |               |               | 0     | 1     | 0     |
| 1     | Viktória Azàrenka     |             |             |             |                        |                        |                   |                   | ●         |           |         |         |               |               | 1     | 0     | 0     |
| 1     | Květa Peschke         |             |             |             |                        |                        |                   |                   |           | ●         |         |         |               |               | 0     | 1     | 0     |
| 1     | Ashleigh Barty        |             |             |             |                        |                        |                   |                   |           |           | ●       |         |               |               | 1     | 0     | 0     |
| 1     | Kiki Bertens          |             |             |             |                        |                        |                   |                   |           |           | ●       |         |               |               | 1     | 0     | 0     |
| 1     | Karolína Plísková     |             |             |             |                        |                        |                   |                   |           |           | ●       |         |               |               | 1     | 0     | 0     |
| 1     | Shuko Aoyama          |             |             |             |                        |                        |                   |                   |           |           |         | ●       |               |               | 0     | 1     | 0     |
| 1     | Elise Mertens         |             |             |             |                        |                        |                   |                   |           |           |         | ●       |               |               | 0     | 1     | 0     |
| 1     | Ena Shibahara         |             |             |             |                        |                        |                   |                   |           |           |         | ●       |               |               | 0     | 1     | 0     |
| 1     | Xu Yifan              |             |             |             |                        |                        |                   |                   |           |           |         | ●       |               |               | 0     | 1     | 0     |
| 1     | Ekaterina Alexandrova |             |             |             |                        |                        |                   |                   |           |           |         |         | ●             |               | 1     | 0     | 0     |
| 1     | Jennifer Brady        |             |             |             |                        |                        |                   |                   |           |           |         |         | ●             |               | 1     | 0     | 0     |
| 1     | Fiona Ferro           |             |             |             |                        |                        |                   |                   |           |           |         |         | ●             |               | 1     | 0     | 0     |
| 1     | Magda Linette         |             |             |             |                        |                        |                   |                   |           |           |         |         | ●             |               | 1     | 0     | 0     |
| 1     | Ielena Ribàkina       |             |             |             |                        |                        |                   |                   |           |           |         |         | ●             |               | 1     | 0     | 0     |
| 1     | Patricia Maria Țig    |             |             |             |                        |                        |                   |                   |           |           |         |         | ●             |               | 1     | 0     | 0     |
| 1     | Heather Watson        |             |             |             |                        |                        |                   |                   |           |           |         |         | ●             |               | 1     | 0     | 0     |
| 1     | Serena Williams       |             |             |             |                        |                        |                   |                   |           |           |         |         | ●             |               | 1     | 0     | 0     |
| 1     | Katerina Bondarenko   |             |             |             |                        |                        |                   |                   |           |           |         |         |               | ●             | 0     | 1     | 0     |
| 1     | Hayley Carter         |             |             |             |                        |                        |                   |                   |           |           |         |         |               | ●             | 0     | 1     | 0     |
| 1     | Sharon Fichman        |             |             |             |                        |                        |                   |                   |           |           |         |         |               | ●             | 0     | 1     | 0     |
| 1     | Alexa Guarachi        |             |             |             |                        |                        |                   |                   |           |           |         |         |               | ●             | 0     | 1     | 0     |
| 1     | Lucie Hradecká        |             |             |             |                        |                        |                   |                   |           |           |         |         |               | ●             | 0     | 1     | 0     |
| 1     | Nadia Kitxenok        |             |             |             |                        |                        |                   |                   |           |           |         |         |               | ●             | 0     | 1     | 0     |
| 1     | Sania Mirza           |             |             |             |                        |                        |                   |                   |           |           |         |         |               | ●             | 0     | 1     | 0     |
| 1     | Asia Muhammad         |             |             |             |                        |                        |                   |                   |           |           |         |         |               | ●             | 0     | 1     | 0     |
| 1     | Giuliana Olmos        |             |             |             |                        |                        |                   |                   |           |           |         |         |               | ●             | 0     | 1     | 0     |
| 1     | Laura Ioana Paar      |             |             |             |                        |                        |                   |                   |           |           |         |         |               | ●             | 0     | 1     | 0     |
| 1     | Kristýna Plíšková     |             |             |             |                        |                        |                   |                   |           |           |         |         |               | ●             | 0     | 1     | 0     |
| 1     | Arina Rodiónova       |             |             |             |                        |                        |                   |                   |           |           |         |         |               | ●             | 0     | 1     | 0     |
| 1     | Storm Sanders         |             |             |             |                        |                        |                   |                   |           |           |         |         |               | ●             | 0     | 1     | 0     |
| 1     | Kateřina Siniaková    |             |             |             |                        |                        |                   |                   |           |           |         |         |               | ●             | 0     | 1     | 0     |
| 1     | Luisa Stefani         |             |             |             |                        |                        |                   |                   |           |           |         |         |               | ●             | 0     | 1     | 0     |
| 1     | Taylor Townsend       |             |             |             |                        |                        |                   |                   |           |           |         |         |               | ●             | 0     | 1     | 0     |
| 1     | Julia Wachaczyk       |             |             |             |                        |                        |                   |                   |           |           |         |         |               | ●             | 0     | 1     | 0     |

### Títols per estat
| Total | País                 | Grand Slams | Grand Slams | Grand Slams | Year-end championships | Year-end championships | Premier Mandatory | Premier Mandatory | Premier 5 | Premier 5 | Premier | Premier | International | International | Resum | Resum | Resum |
| Total | País                 | I           | D           | X           | I                      | D                      | I                 | D                 | I         | D         | I       | D       | I             | D             | I     | D     | X     |
| ----- | -------------------- | ----------- | ----------- | ----------- | ---------------------- | ---------------------- | ----------------- | ----------------- | --------- | --------- | ------- | ------- | ------------- | ------------- | ----- | ----- | ----- |
| 10    | Estats Units         | 1           |             |             |                        |                        |                   |                   |           |           |         | 1       | 3             | 5             | 4     | 6     | 0     |
| 9     | Txèquia              |             |             | 1           |                        |                        |                   |                   |           | 3         | 1       | 2       |               | 2             | 1     | 7     | 1     |
| 5     | Belarús              |             |             |             |                        |                        |                   |                   | 2         |           | 1       | 1       | 1             |               | 4     | 1     | 0     |
| 5     | Romania              |             |             |             |                        |                        |                   |                   | 1         |           | 1       |         | 2             | 1             | 4     | 1     | 0     |
| 5     | Països Baixos        |             |             |             |                        |                        |                   |                   |           | 1         | 1       |         |               | 3             | 1     | 4     | 0     |
| 4     | República de la Xina |             |             |             |                        |                        |                   |                   |           | 2         |         | 2       |               |               | 0     | 4     | 0     |
| 4     | Ucraïna              |             |             |             |                        |                        |                   |                   |           |           |         |         | 2             | 2             | 2     | 2     | 0     |
| 3     | França               |             | 2           |             |                        |                        |                   |                   |           |           |         |         | 1             |               | 1     | 2     | 0     |
| 2     | Hongria              |             | 2           |             |                        |                        |                   |                   |           |           |         |         |               |               | 0     | 2     | 0     |
| 2     | Japó                 | 1           |             |             |                        |                        |                   |                   |           |           |         | 1       |               |               | 1     | 1     | 0     |
| 2     | Polònia              | 1           |             |             |                        |                        |                   |                   |           |           |         |         | 1             |               | 2     | 0     | 0     |
| 2     | Rússia               |             | 1           |             |                        |                        |                   |                   |           |           |         |         | 1             |               | 1     | 1     | 0     |
| 2     | Alemanya             |             | 1           |             |                        |                        |                   |                   |           |           |         |         |               | 1             | 0     | 2     | 0     |
| 2     | Austràlia            |             |             |             |                        |                        |                   |                   |           |           | 1       |         |               | 1             | 1     | 1     | 0     |
| 2     | Eslovènia            |             |             |             |                        |                        |                   |                   |           |           |         |         |               | 2             | 0     | 2     | 0     |
| 1     | Bèlgica              |             |             |             |                        |                        |                   |                   |           |           |         | 1       |               |               | 0     | 1     | 0     |
| 1     | R.P. de la Xina      |             |             |             |                        |                        |                   |                   |           |           |         | 1       |               |               | 0     | 1     | 0     |
| 1     | Kazakhstan           |             |             |             |                        |                        |                   |                   |           |           |         |         | 1             |               | 1     | 0     | 0     |
| 1     | Regne Unit           |             |             |             |                        |                        |                   |                   |           |           |         |         | 1             |               | 1     | 0     | 0     |
| 1     | Brasil               |             |             |             |                        |                        |                   |                   |           |           |         |         |               | 1             | 0     | 1     | 0     |
| 1     | Canadà               |             |             |             |                        |                        |                   |                   |           |           |         |         |               | 1             | 0     | 1     | 0     |
| 1     | Índia                |             |             |             |                        |                        |                   |                   |           |           |         |         |               | 1             | 0     | 1     | 0     |
| 1     | Mèxic                |             |             |             |                        |                        |                   |                   |           |           |         |         |               | 1             | 0     | 1     | 0     |
| 1     | Xile                 |             |             |             |                        |                        |                   |                   |           |           |         |         |               | 1             | 0     | 1     | 0     |

## Rànquings
Les següents taules indiquen els rànquings de la WTA amb les vint millors tennistes individuals, i les deu millors parelles de la temporada 2020.

### Individual
| Rànquing individual WTA 2020 | Rànquing individual WTA 2020 | Rànquing individual WTA 2020 | Rànquing individual WTA 2020 | Rànquing individual WTA 2020 | Rànquing individual WTA 2020 |
| Pos.                         | Tennista                     | Punts                        | Torneigs                     | Ant.                         | Mov.                         |
| ---------------------------- | ---------------------------- | ---------------------------- | ---------------------------- | ---------------------------- | ---------------------------- |
| 1                            | Ashleigh Barty               | 8.717                        | 17                           | 1                            | =                            |
| 2                            | Simona Halep                 | 7.255                        | 17                           | 4                            | 2                            |
| 3                            | Naomi Osaka                  | 5.780                        | 16                           | 3                            | =                            |
| 4                            | Sofia Kenin                  | 5.760                        | 25                           | 14                           | 10                           |
| 5                            | Elina Svitòlina              | 5.260                        | 26                           | 6                            | 1                            |
| 6                            | Karolína Plísková            | 5.205                        | 21                           | 2                            | 4                            |
| 7                            | Bianca Andreescu             | 4.555                        | 10                           | 5                            | 2                            |
| 8                            | Petra Kvitová                | 4.516                        | 16                           | 7                            | 1                            |
| 9                            | Kiki Bertens                 | 4.505                        | 26                           | 9                            | =                            |
| 10                           | Arina Sabalenka              | 4.220                        | 27                           | 11                           | 1                            |
| 11                           | Serena Williams              | 4.080                        | 13                           | 10                           | 1                            |
| 12                           | Belinda Bencic               | 4.010                        | 25                           | 8                            | 4                            |
| 13                           | Viktória Azàrenka            | 3.426                        | 18                           | 50                           | 37                           |
| 14                           | Johanna Konta                | 3.152                        | 18                           | 12                           | 2                            |
| 15                           | Garbiñe Muguruza             | 3.016                        | 17                           | 36                           | 21                           |
| 16                           | Madison Keys                 | 2.962                        | 16                           | 13                           | 3                            |
| 17                           | Iga Swiatek                  | 2.960                        | 16                           | 61                           | 44                           |
| 18                           | Petra Martic                 | 2.850                        | 24                           | 15                           | 3                            |
| 19                           | Ielena Ribàkina              | 2.696                        | 29                           | 37                           | 18                           |
| 20                           | Elise Mertens                | 2.650                        | 30                           | 17                           | 3                            |

#### Evolució número 1
| Tennista       | Data inici | Data fi    | Setmanes |
| -------------- | ---------- | ---------- | -------- |
| Ashleigh Barty | Final 2019 | Final 2020 | 52       |

### Dobles
| Rànquing dobles WTA 2020 | Rànquing dobles WTA 2020 | Rànquing dobles WTA 2020 | Rànquing dobles WTA 2020 | Rànquing dobles WTA 2020 | Rànquing dobles WTA 2020 |
| Pos.                     | Tennista                 | Punts                    | Torneigs                 | Ant.                     | Mov.                     |
| ------------------------ | ------------------------ | ------------------------ | ------------------------ | ------------------------ | ------------------------ |
| 1                        | Hsieh Su-wei             | 9.010                    | 19                       | 4                        | 3                        |
| 2                        | Barbora Strýcová         | 8.945                    | 19                       | 1                        | 1                        |
| 3                        | Kristina Mladenovic      | 8.115                    | 13                       | 2                        | 1                        |
| 4                        | Tímea Babos              | 7.955                    | 14                       | 3                        | 1                        |
| 5                        | Arina Sabalenka          | 7.575                    | 17                       | 5                        | =                        |
| 6                        | Elise Mertens            | 7.490                    | 16                       | 6                        | =                        |
| 7                        | Barbora Krejčíková       | 5.955                    | 16                       | 13                       | 6                        |
| 8                        | Kateřina Siniaková       | 5.865                    | 20                       | 7                        | 1                        |
| 9                        | Yifan Xu                 | 5.820                    | 22                       | 8                        | 1                        |
| 10                       | Gabriela Dabrowski       | 5.675                    | 26                       | 8                        | 2                        |
| 11                       | Nicole Melichar          | 4.730                    | 28                       | 20                       | 9                        |
| 12                       | Demi Schuurs             | 4.730                    | 24                       | 14                       | 2                        |
| 13                       | Anna-Lena Grönefeld      | 4.495                    | 17                       | 11                       | 2                        |
| 14                       | Ashleigh Barty           | 4.060                    | 12                       | 19                       | 5                        |
| 15                       | Chan Hao-ching           | 3.905                    | 21                       | 15                       | =                        |
| 15                       | Latisha Chan             | 3.905                    | 21                       | 15                       | =                        |
| 17                       | Květa Peschke            | 3.820                    | 24                       | 21                       | 4                        |
| 18                       | Duan Yingying            | 3.810                    | 24                       | 17                       | 1                        |
| 19                       | Jeļena Ostapenko         | 3.680                    | 18                       | 22                       | 3                        |
| 20                       | Bethanie Mattek-Sands    | 3.640                    | 16                       | 24                       | 4                        |

| Rànquing parelles WTA 2020 | Rànquing parelles WTA 2020            | Rànquing parelles WTA 2020 | Rànquing parelles WTA 2020 | Rànquing parelles WTA 2020 | Rànquing parelles WTA 2020 |
| Pos.                       | Parella                               | Punts                      | Torneigs                   | Ant.                       | Mov.                       |
| -------------------------- | ------------------------------------- | -------------------------- | -------------------------- | -------------------------- | -------------------------- |
| 1                          | Barbora Strýcová Hsieh Su-wei         | 3.140                      |                            | 2                          | 1                          |
| 2                          | Kristina Mladenovic Tímea Babos       | 2.350                      |                            | 3                          | 1                          |
| 3                          | Barbora Krejčíková Kateřina Siniaková | 1.410                      |                            | 6                          | 3                          |
| 4                          | Gabriela Dabrowski Jeļena Ostapenko   | 1.015                      |                            | −                          | Augment                    |
| 5                          | Latisha Chan Chan Hao-ching           | 888                        |                            | 5                          | =                          |
| 6                          | Xu Yifan Nicole Melichar              | 870                        |                            | −                          | Augment                    |
| 7                          | Shuko Aoyama Ena Shibahara            | 813                        |                            | 13                         | 6                          |
| 8                          | Elise Mertens Arina Sabalenka         | 680                        |                            | 1                          | 7                          |
| 9                          | Hayley Carter Luisa Stefani           | 583                        |                            | 42                         | 33                         |
| 10                         | Lucie Hradecka Andreja Klepac         | 551                        |                            | 15                         | 5                          |

#### Evolució número 1
| Tennista/es         | Data inici   | Data fi      | Setmanes |
| ------------------- | ------------ | ------------ | -------- |
| Barbora Strýcová    | Final 2019   | 2 de febrer  | 4        |
| Hsieh Su-wei        | 3 de febrer  | 23 de febrer | 3        |
| Kristina Mladenovic | 24 de febrer | 1 de març    | 1        |
| Hsieh Su-wei        | 2 de març    | Final 2020   | 44       |

## Guardons
- Millor tennista de l'any: Sofia Kenin[5][6]
- Millor parella de l'any: Tímea Babos i Kristina Mladenovic[5][6]
- Més millora de l'any: Iga Świątek[5][6]
- Revelació de l'any: Nadia Podoroska[5][6]
- Millor retorn de l'any: Viktória Azàrenka[5][6]
- Entrenador de l'any: Piotr Sierzputowski (entrenador d'Iga Świątek)[5]
- Karen Krantzcke Sportsmanship Award: Marie Bouzkova[5][6]
- Peachy Kellmeyer Player Service Award: WTA Players' Council (Kristie Ahn, Gabriela Dabrowski, Madison Keys, Johanna Konta, Aleksandra Krunic, Christina McHale, Kristina Mladenovic, Anastassia Pavliutxénkova, Sloane Stephens i Donna Vekić)[5][6]

## Retirades
- Estrella Cabeza Candela (20 de febrer de 1987)
- Rika Fujiwara (19 de setembre de 1981)[7]
- Julia Görges (2 de novembre de 1988)[7][8]
- Jamie Hampton (8 de gener 1990)[7]
- Vania King (3 de febrer 1989)[7][9]
- Johanna Larsson (17 d'agost 1988)[7][10]
- Iekaterina Makàrova (7 de juny de 1988)[7][11]
- María José Martínez Sánchez (12 d'agost de 1982)[12]
- Mandy Minella (22 de novembre 1985)[13]
- Jessica Moore (16 d'agost 1990)[7]
- Romina Oprandi (29 de març 1986)
- Pauline Parmentier (31 de gener 1986)[7]
- Teliana Pereira (20 de juliol 1988)[7]
- Magdaléna Rybáriková (4 d'octubre 1988)[7][14]
- Sílvia Soler Espinosa (19 de novembre de 1989)[7][15][16]
- Carla Suárez Navarro (3 de setembre de 1988)[17]
- Anna Tatishvili (3 de febrer de 1990)[7][18]
- Caroline Wozniacki (11 de juliol de 1990)[7][19]
- Maria Xaràpova (19 d'abril de 1987)[7][20][21]

## Retorns
- Kim Clijsters (8 de gener de 1983)
- Bojana Jovanovski Petrović (31 de desembre de 1991)
- Tsvetana Pironkova (13 de setembre de 1987)
- Aravane Rezaï (14 de març de 1987)

## Distribució de punts
| Categoria                       | G     | F     | SF   | QF                                             | R16                                            | R32                                            | R64                                            | R128                                           | Q                                              | Q3                                             | Q2                                             | Q1                                             |                                                |
| Grand Slam (I)                  | 2000  | 1300  | 780  | 430                                            | 240                                            | 130                                            | 70                                             | 10                                             | 40                                             | 30                                             | 20                                             | 2                                              |                                                |
| Grand Slam (D)                  | 2000  | 1300  | 780  | 430                                            | 240                                            | 130                                            | 10                                             | –                                              | 48                                             | –                                              | –                                              | –                                              |                                                |
| WTA Finals (I)                  | 1500* | 1080* | 750* | (+150 per cada victòria; +150 per cada partit) | (+150 per cada victòria; +150 per cada partit) | (+150 per cada victòria; +150 per cada partit) | (+150 per cada victòria; +150 per cada partit) | (+150 per cada victòria; +150 per cada partit) | (+150 per cada victòria; +150 per cada partit) | (+150 per cada victòria; +150 per cada partit) | (+150 per cada victòria; +150 per cada partit) | (+150 per cada victòria; +150 per cada partit) | (+150 per cada victòria; +150 per cada partit) |
| WTA Finals (D)                  | 1500  | 1050  | 750  | 375                                            | –                                              | –                                              | –                                              | –                                              | –                                              | –                                              | –                                              | –                                              |                                                |
| WTA Premier Mandatory (96I)     | 1000  | 650   | 390  | 215                                            | 120                                            | 65                                             | 35                                             | 10                                             | 30                                             | –                                              | 20                                             | 2                                              |                                                |
| WTA Premier Mandatory (64I/60I) | 1000  | 650   | 390  | 215                                            | 120                                            | 65                                             | 10                                             | –                                              | 30                                             | –                                              | 20                                             | 2                                              |                                                |
| WTA Premier Mandatory (28D/32D) | 1000  | 650   | 390  | 215                                            | 120                                            | 10                                             | –                                              | –                                              | –                                              | –                                              | –                                              | –                                              |                                                |
| WTA Premier 5 (56I)             | 900   | 585   | 350  | 190                                            | 105                                            | 60                                             | 1                                              | –                                              | 30                                             | 22                                             | 15                                             | 1                                              |                                                |
| WTA Premier 5 (28D)             | 900   | 585   | 350  | 190                                            | 105                                            | 1                                              | –                                              | –                                              | –                                              | –                                              | –                                              | –                                              |                                                |
| WTA Premier (56I)               | 470   | 305   | 185  | 100                                            | 55                                             | 30                                             | 1                                              | –                                              | 25                                             | –                                              | 13                                             | 1                                              |                                                |
| WTA Premier (32I)               | 470   | 305   | 185  | 100                                            | 55                                             | 1                                              | –                                              | –                                              | 25                                             | 18                                             | 13                                             | 1                                              |                                                |
| WTA Premier (16D)               | 470   | 305   | 185  | 100                                            | 1                                              | –                                              | –                                              | –                                              | –                                              | –                                              | –                                              | –                                              |                                                |
| WTA Elite Trophy (I)            | 700*  | 440*  | 240* | (+80 per cada victòria, +40 per cada partit)   | (+80 per cada victòria, +40 per cada partit)   | (+80 per cada victòria, +40 per cada partit)   | (+80 per cada victòria, +40 per cada partit)   | (+80 per cada victòria, +40 per cada partit)   | (+80 per cada victòria, +40 per cada partit)   | (+80 per cada victòria, +40 per cada partit)   | (+80 per cada victòria, +40 per cada partit)   | (+80 per cada victòria, +40 per cada partit)   | (+80 per cada victòria, +40 per cada partit)   |
| WTA International (32I)         | 280   | 180   | 110  | 60                                             | 30                                             | 1                                              | –                                              | –                                              | 18                                             | 14                                             | 10                                             | 1                                              |                                                |
| WTA International (16D)         | 280   | 180   | 110  | 60                                             | 1                                              | –                                              | –                                              | –                                              | –                                              | –                                              | –                                              | –                                              |                                                |